# 髮圈束

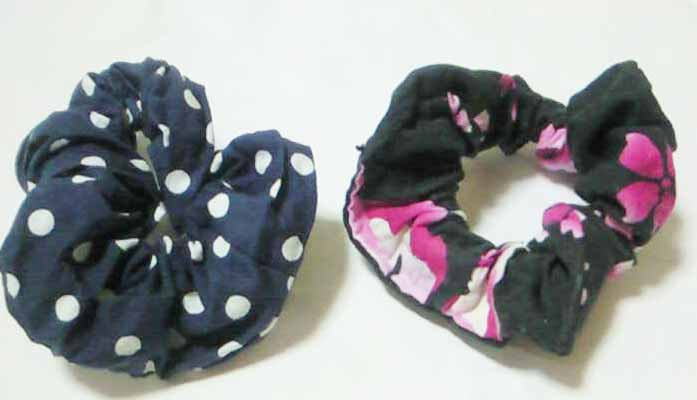
織品的髮圈束

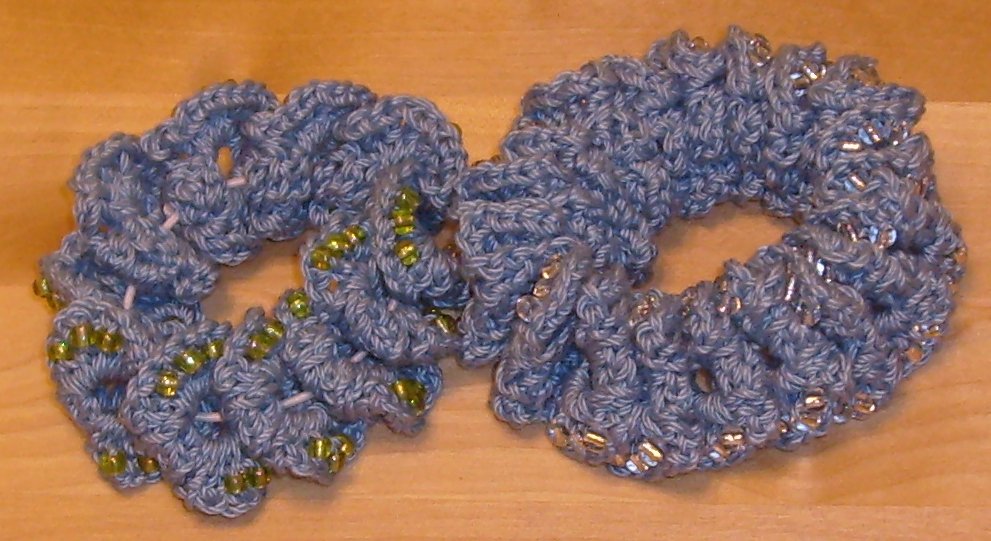
由珠鉤針編織製作的髮圈束

髮圈束（scrunchie）也稱為大腸髮圈，是有織品包裹的彈性髮圈，可以固定不同髮型的頭髮。髮圈束有大的，精細的款式，也有小型不起眼的款式，有不同的顏色、織品和設計款式。髮圈束最常綁在頭髮上，不過也有人將髮圈束穿在手腕上，當服飾的配件。

## 歷史
髮圈束的專利是在1987年由Rommy Revson所申請。她在1980年代有使用金屬的髮圈，希望有比較柔和的版本，因此製作了第一個髮圈束的原形。Revson以她的寵物玩具poodle為名，將此飾品取名為Scunci。Revson在為髮圈束申請專利之後，花了許多時間和製造商和律師在處理法律問題。髮圈束在1980年代和1990年代非常流行，包括外形更大，更精緻的版本。髮圈束後來一度有退流行，之後在2010年代中期才又重新流行。

## 流行情形
髮圈束在1980年代和1990年代非常流行。髮圈束在1980年代流行的原因，一開始是因為在從長頭髮上鬆開時，髮圈束比較不會拉扯頭髮。而且髮圈束也有許多不同的顏色和造型，符合80年代注重多彩繽紛，誇張的審美觀。當時知名的藝人，例如珍妮·杰克逊、寶拉·阿巴杜、黛米·摩尔、莎拉·潔西卡·帕克都穿戴髮圈束。歌手黛比·吉布森特別常用髮圈束，麥當娜在《神秘約會》電影中戴了很大的天鵝絨髮圈束。髮圈束也出現在流行的電影中，例如《希德姐妹幫》。髮圈束的流行持續到1990年代，也常在一些影集中出現，例如《老友记》、《歡樂滿屋》、和《宋飞传》。髮圈束的流行不只是在電影和電視上，許多女性太空人在執行任務時也用髮圈束來固定頭髮。
髮圈束在2000年代初期開始失寵。凱莉·布雷蕭在《慾望城市》影集中嘲笑此流行趨勢。這也代表了髮圈束在這段時間已不受歡迎，甚至到戴著髮圈束會覺得不好意思的程度，許多人認為髮圈束就只是過去曾流行過的飾品而已。
髮圈束在2010年代末期再度開始流行，在伸展台上許多人穿戴髮圈束，名人可能用來綁頭髮，或戴在手腕上。知名的女性，例如海莉·鮑德溫、貝拉·哈蒂德、吉吉·哈蒂德、露絲·貝德·金斯堡、 和赛琳娜·戈麦斯也都再戴起了髮圈束。著名的歌手莉佐在音樂電視網MV獎頒獎的後台，戴著價值100美元，上面有珠寶的髮圈束，因此成了新聞。在Netflix原創電影《致所有我曾爱过的男孩》中，髮圈束也是主角蘿拉和她之前的知交好友之間權力鬥爭的象徵，《怪奇物語》中的11號在2019年的第三季影集中常戴著髮圈束。
少年少女也常用贈送髮圈束來表示好感，一般來說，少女送少年髮圈束來表示好感、表示對方很「可愛」、或表示對方是自已著迷的對象，而少年會將得到的髮圈束戴在手腕上。
髮圈束也是VSCO girl美學中重要的一部份，這是VSCO軟體上的潮流，牘
抖音上也有很多的討論。髮圈束重新流行的原因有部份是來自2010年代末期懷舊風的興起。另一個流行的原因是2010年代開始強調飾品對頭髮健康的影響，對於捲髮、較粗的頭髮而言，髮圈束比較不會像一般髮圈一樣地拉扯頭髮。

## 款式和變化
從髮圈束申請專利開始計算，目前已有超過五百種不同的設計，有許多不同的品牌，以及販售的商店。美國在2019年幾乎每一個主要的商店都會販售髮圈束。Scünci品牌有許多不同的質料，包括天鵝絨、緞面和毛皮，也有許多不同的設計，例如霓虹色或是金屬色。也有許多髮圈束衍生的變化，例如髮圈束蝴蝶結，是一般的髮圈束再加上蝴蝶結，其蝴蝶結有大的，也有小的。也有不同的圖案，例如豹紋、紮染和圓點。也有上面印製動物或是花朵圖案的髮圈束。髮圈束的大小也有不同，小的就像一般的髮圈，也有誇張型的大髮圈束，大小和後腦杓差不多大。

## 外部連結
- Instructions for making a scrunchie （页面存档备份，存于）